# Zanha golungensis
Zanha golungensis là một loài thực vật có hoa trong họ Bồ hòn. Loài này được Hiern miêu tả khoa học đầu tiên năm 1896.